# Karl Křitek
Karl Křitek (Split, 24 de octubre de 1861-Viena, 3 de septiembre de 1928) fue un general del Ejército austrohúngaro. Notablemente comandó varios ejércitos durante la Primera Guerra Mundial.

## Biografía
Karl Křitek nació el 28 de octubre de 1854 en Split como hijo de Johann Victor Křitek (1830-1904), un comisario militar. Fue a la escuela militar en Mährisch-Weisskirchen antes de ingresar en la Academia Militar Teresiana en Viena en 1876. Se graduó tres años después y fue comisionado con el 52.º Regimiento de Infantería. Más tarde fue a la escuela de guerra y después sirvió en el estado mayor de la 40.ª Brigada de Infantería y la 13.ª División de Infantería. En mayo de 1888 fue transferido permanentemente al Estado mayor general (Imperial y Real Generalstab), promovido a Hauptmann y asignado al estado mayor del XII Cuerpo. En noviembre de 1894, después de haber servido en 49.º Regimiento de Infantería, Křitek fue promovido a Mayor y nombrado Jefe de Estado Mayor de la 8.ª División de Infantería. En 1897 le fue dado el rango de Teniente Coronel. Tras el cambio de siglo, como Oberst, fue asignado a la jefatura del Landesbeschreibungsbüro (División de Estudios de Área) del estado mayor general. Amplió y mejoró el bureau hasta retornar al servicio de comandancia como general, primero como Generalmajor y comandante de la 20.ª Brigada de Infantería en 1906, después como teniente mariscal de campo (Feldmarschallleutnant) a la cabeza de la 49.ª División de Infantería en 1910.
Cuando empezó la I Guerra Mundial en 1914 comandaba la 26ª División de Infantería del Landwehr, encabezándola en la batalla de Galicia. Poco después, en octubre, fue promovido a General de Infantería  y sucedió a Karl Georg Huyn al mando del XVII Cuerpo. Křitek lo encabezó en los frentes oriental y de los Cárpatos antes de ser transferidos, él y el cuerpo, al frente italiano a principios de 1916, participando en la Ofensiva del Trentino. Tenía un historial mixto como comandante de cuerpo. Su oficial comandante, el General Svetozar Boroević, que lo había calificado como no apto para el alto mando en los Cárpatos, cambió totalmente su evaluación después de servir juntos en Italia.
A principios de 1917 retornó al frente oriental. Inicialmente recibió el mando del X Cuerpo, medio año después Křitek sucedió a Karl Tersztyánszky von Nádas como comandante del 3.º Ejército. Mientras tanto había sido promovido a Generaloberst el 1 de mayo de 1917. A principios de 1918 su ejército fue absorbido por el 7.º Ejército. En consecuencia recibió el mando de este último y luchó en la Operación Faustschlag. La ofensiva de 1918 forzó a la incipiente República Soviética Rusa a volver a la mesa para el Tratado de Brest-Litovsk y quedar así fuera de la guerra. Él comandó el 7.º Ejército hasta que este fue disuelto en abril. Křitek oficialmente se retiró el 1 de diciembre de 1918.
Murió finalmente en Viena el 3 de septiembre de 1928.

## Condecoraciones
Entre sus condecoraciones y reconocimientos estuvieron:
- Cruz del Jubileo de 1908
- Medalla de Bronce del Jubileo para las Fuerzas Armadas
- Cruz al Prolongado Servicio para Oficiales, 2ª Clase
- Condecoración por Servicios de la Cruz Roja, 1ª Clase
- Medalla al Mérito Militar de Bronce
- Orden de la Corona de Hierro, 1ª Clase (con Espadas y Decoración de Guerra)
- Gran Cruz de la Orden de Leopoldo (con Espadas y Decoración de Guerra)
- Cruz al Mérito Militar, 1ª Clase (con Espadas y Decoración de Guerra)
- Geheimrat
- Cruz de Hierro, 1ª y 2ª Clases (Prusia)